# Armin Störzenhofecker
Armin Störzenhofecker (* 29. April 1965 in Nürnberg) ist ein ehemaliger deutscher Fußballspieler auf der Position eines Mittelfeldspielers und Trainer.

## Sportlicher Werdegang
Störzenhofecker begann seine Laufbahn beim TV Dietenhofen. Als Jugendlicher kam er erstmals zum 1. FC Nürnberg und spielte für den fränkischen Proficlub in der B- und A-Jugend. 1983 verließ er jedoch den Club und schloss sich dem Lokalrivalen SpVgg Fürth an, mit dem er in der Bayernliga auflief. Bereits in der Spielzeit 1983/84 hatte er sich bei den Kleeblättlern in der Mannschaft etabliert und bestritt für den Verein alle 38 Saisonspiele, in denen er mit acht Saisontoren zu den Mannschaftsstützen zählte.
Nach einer weiteren Spielzeit kehrte Störzenhofecker zum 1. FC Nürnberg zurück. Seinerzeit kam er jedoch nicht über die Amateurmannschaft des fränkischen Proficlubs hinaus und spielte an der Seite von Klaus Wabra oder Marc Oechler erneut nur in der Bayernliga. Er verließ den Club nach zwei Spielzeiten und schloss sich dem Bayernliga-Aufsteiger MTV Ingolstadt an, mit dem er den vierten Platz belegte. Dennoch wechselte er nach einer Spielzeit erneut den Verein und ging zum schwäbischen Klub FC Augsburg, der ebenfalls in der Bayernliga antrat. Mit neun Saisontoren gehörte er hier erneut zu den herausragenden Spielern, so dass ihn der TSV 1860 München abwarb, um im Aufstiegskampf zur 2. Bundesliga zu helfen.
In München gehörte Störzenhofecker abermals auf Anhieb zu den Stammspielern. Mit acht Saisontoren gehörte er gleichauf mit Horst Schmidbauer und Bernhard Meisl hinter dem internen Torschützenkönig Walter Hainer zu den Garanten für einen Platz im vorderen Bereich. Unter Trainer Karsten Wettberg, der zwölf Saisonspiele vor Saisonende Wilhelm Bierofka als Trainer abgelöst hatte, blieb jedoch der Aufstieg zunächst verwehrt, da die Mannschaft im letzten Saisonspiel trotz zwischenzeitlicher Führung nur zu einem 3:3-Unentschieden gegen den Konkurrenten 1. FC Schweinfurt 05 kam, der somit die Tabellenführung in der Bayernliga mit einem Punkt Vorsprung behaupten konnte. Zwar konnte Störzenhofecker im folgenden Jahr nur ein Tor erzielen, Dank der Tore von Schmidbauer und Roland Kneißl dominierte der Klub jedoch die Liga und schloss mit sieben Punkten Vorsprung auf Zweitligaabsteiger SpVgg Unterhaching die Spielzeit als Tabellenführer ab. Nach drei Unentschieden zum Auftakt der Aufstiegsrunde zur 2. Bundesliga gegen Borussia Neunkirchen, KSV Hessen Kassel und den 1. FC Pforzheim kehrte der Münchner Traditionsverein nach drei Siegen in den Rückspielen in den Profifußball zurück.
In seiner ersten Profisaison bestritt Störzenhofecker 24 Ligaspiele für den TSV 1860 München. Am Saisonende musste er mit dem Klub in die Abstiegsrelegation, in der sich der SC Fortuna Köln durchsetzte. Nach dem Abstieg blieb er seinem Klub treu und erreichte mit der Mannschaft als Tabellenführer der Bayernliga erneut die Aufstiegsrunde. Erneut ohne Niederlage setzte sich der Klub durch, als im entscheidenden Spiel der SSV Ulm 1846 im Münchner Grünwalder Stadion nur zu einem 1:1-Remis kam. Der mittlerweile defensiver ausgerichtete Störzenhofecker gehörte auch in seiner zweiten Zweitligaspielzeit zu den Stammspielern und verhalf dem Klub in 37 Saisonspielen zum direkten Durchmarsch in die Bundesliga. Dort kam er unter Werner Lorant zu 27 Spielen, war aber über weite Strecken der Spielzeit nur noch zweite Wahl. Daher verließ er zum Saisonende den Münchner Verein.
1995 holte der Nürnberger Club Störzenhofecker erneut in seine Reihen, dieses Mal gehörte er zur in der zweiten Liga spielenden Profimannschaft. Obwohl er mehrmals abgeschrieben war, schaffte er es immer wieder, sich in die Mannschaft zu spielen und trug vor allem in der Zweitliga-Saison 1997/98 dazu bei, dass die Mannschaft unter Trainer Felix Magath in die Bundesliga aufsteigen konnte. Im Oktober 2001 wurde er allerdings zusammen mit sechs anderen Spielern aussortiert und in einen B-Kader verbannt. Nach der Vertragsauflösung zwischen dem 1. FC Nürnberg und Bernd Hobsch sowie Sven Günther wurde Störzenhofecker wieder begnadigt und durfte in den A-Kader zurückkehren. Im Januar 2002 wurde sein Vertrag endgültig „in beiderseitigem Einvernehmen“ aufgelöst, er übernahm später das Training der E-Jugend in Weißenbronn und betreibt seitdem eine Fußballschule. Von Juli 2010 bis September 2012 trainierte er in seiner ersten Trainerstation im Seniorenbereich den mittelfränkischen Kreisligisten TSV Wassertrüdingen, von Oktober 2012 bis Sommer 2013 den SV Raitersaich, bevor er zur Saison 2013/14 zum SC 04 Schwabach wechselte. Dort wurde er allerdings im März 2014 wieder entlassen.

## Privates
Störzenhofecker wohnt derzeit in Weiterndorf (Stadt Heilsbronn), ist verheiratet und Vater von zwei Kindern.